# Bladwijzer (boek)

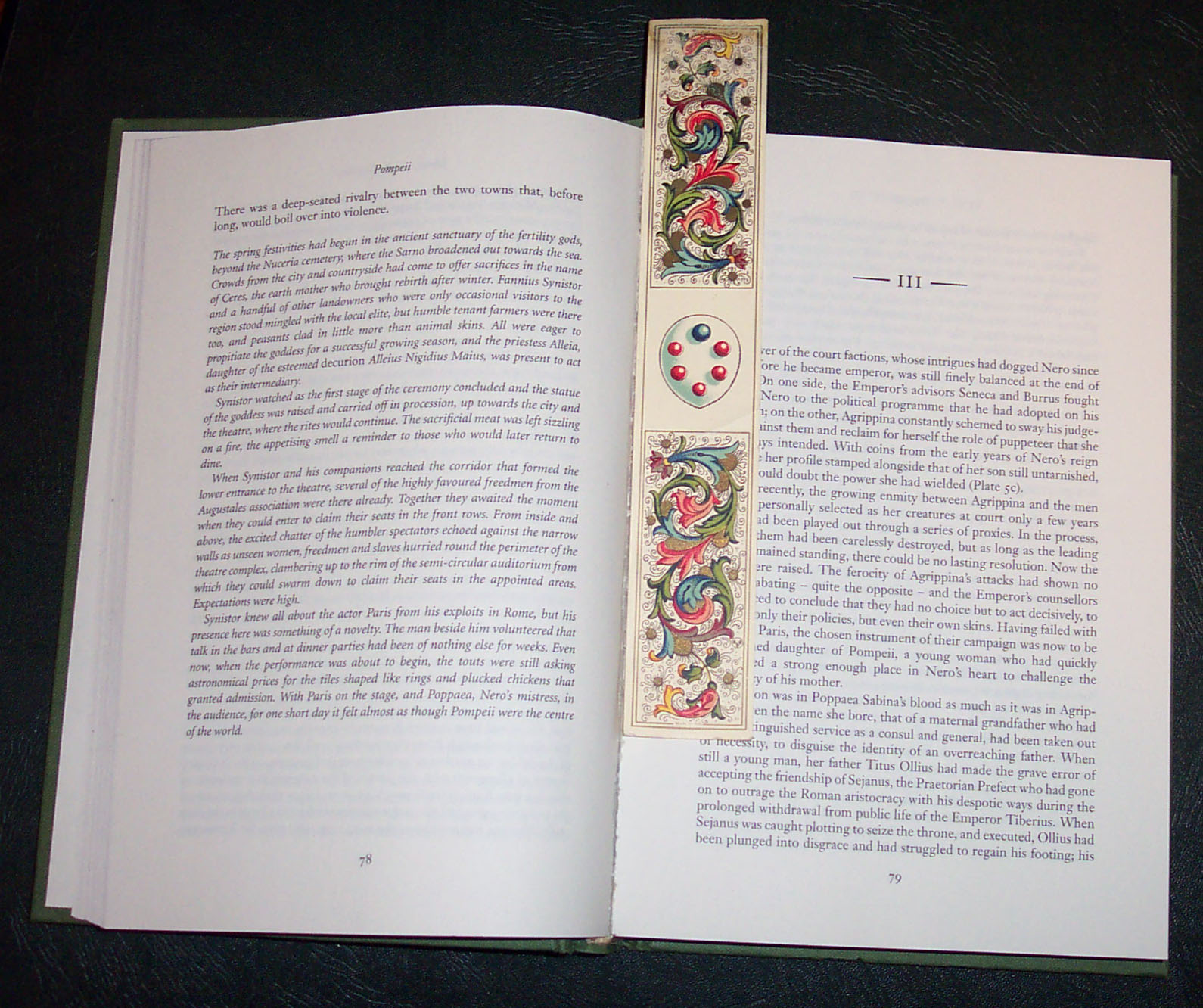
Boek met papieren boekenlegger

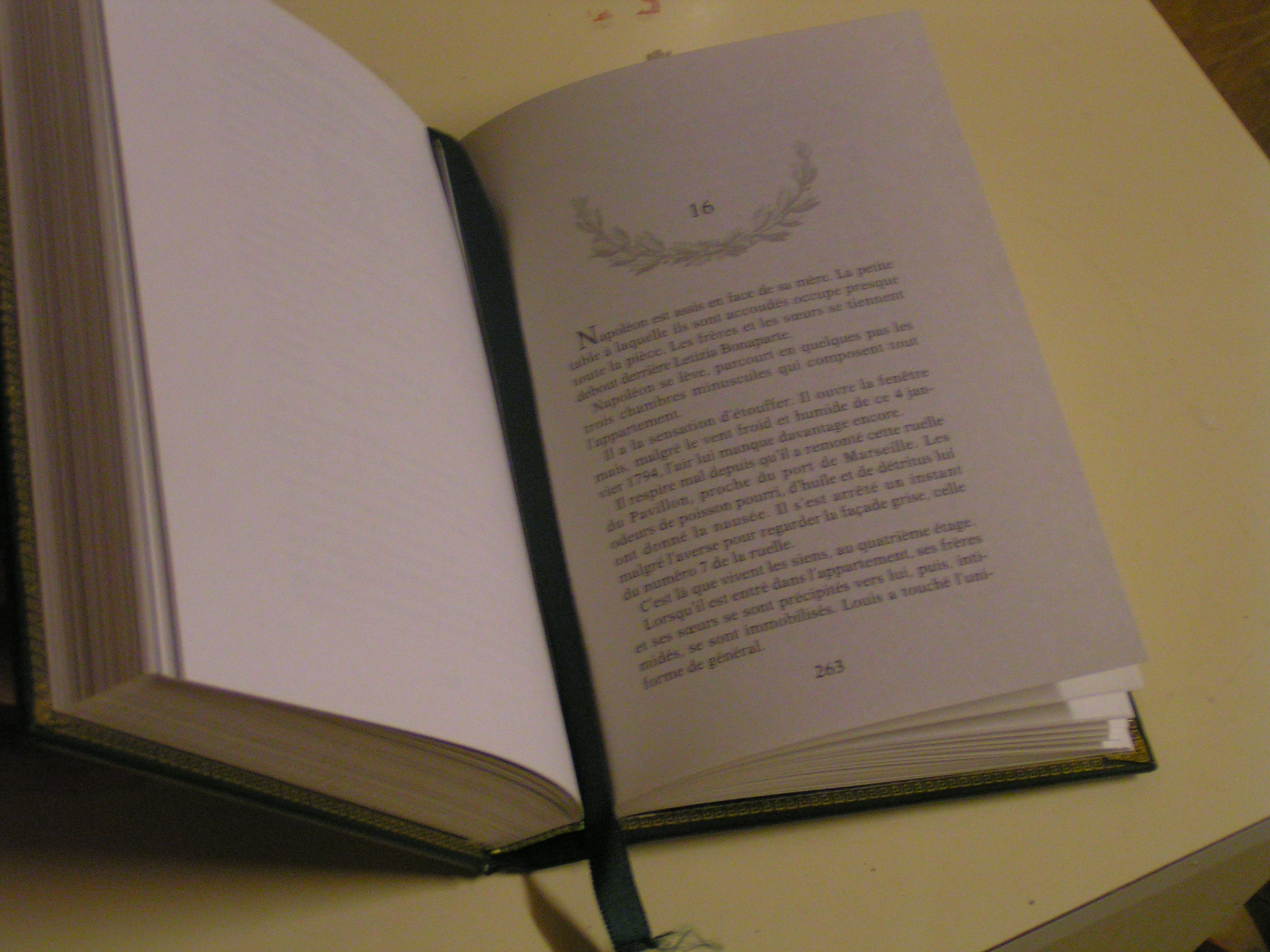
Boek met leeslint

Een bladwijzer of boekenlegger is een hulpmiddel om in een boek een pagina terug te kunnen vinden. Dat doet men als het boek wordt weggelegd met de bedoeling om later verder te lezen, maar ook als men een andere pagina opslaat. De bladwijzer wordt tussen de bladen gelegd.
De meeste boekenleggers zijn van rechthoekig dun karton en papier en soms van leer. Er zijn ook exemplaren van textiel, plastic, metaal en zelfs van hout. Vaak zijn ze met een (wervende) tekst bedrukt. Hobbyisten maken soms geborduurde bladwijzers.
Een boek wordt vaak inclusief bladwijzer verkocht. Een gebonden boek kan voorzien zijn van een leeslint dat aan de rug van het boek vastzit, zodat het altijd bij de hand is. Vooral bij bijbels komt dat voor. Vaak zijn er zelfs twee leeslinten.
Uiteraard kan men ook een willekeurig stukje papier gebruiken als bladwijzer of een ezelsoor aanbrengen.
Een kapittelstokje is een hulpmiddel om meerdere plaatsen in een boek te markeren.